# Piophila polypori
Piophila polypori är en tvåvingeart som beskrevs av Axel Leonard Melander 1924. Piophila polypori ingår i släktet Piophila och familjen ostflugor. Inga underarter finns listade i Catalogue of Life.